# Naken (TV-serie)
Naken var en svensk webbaserad reality-TV-serie i åtta avsnitt som sändes i SVT Play under hösten 2016. Serien spelades in någon gång under juni/juli 2016 och är baserad på dokumentärfilmen My stuff, regisserad av Petri Luukkainen, från 2013.

## Handling
Serien handlar om hur många saker en person har hemma hos sig och vad de egentligen betyder för denna och vad som skulle hända om alla sakerna försvann.
Fyra personer deltog i ett experiment som gick ut på att man blev av med allt i huset. Alla ägodelarna flyttades till en container tills inget fanns kvar i hemmet. Sedan skulle man i 30 dagar leva sitt normala liv utan dem. Under denna tid fick man hämta en sak per dag från containern till hemmet för att sedan behålla den resten av tiden. När de 30 dagarna hade gått fick man tillbaka resten av grejerna till hemmet. Efter denna tid fick man reda på hur det hade påverkat deltagarna. Det sista avsnittet utspelades en månad efter att experimentet var slut och då träffades alla fyra deltagarna och pratade med varandra och förklarade hur deras respektive experiment var. Noterbart var att två av deltagarna bodde sambo. 